# Kdyby tisíc klarinetů (divadelní hra)
Kdyby tisíc klarinetů je divadelní hra prokládaná písničkami, jejíž první verzi s podtitulem „leporelo o 36 obrazech“ napsal Jiří Suchý v roce 1958. Spoluautorem byl Ivan Vyskočil, který napsal repliky postav, které sám hrál. Premiéru hra měla 9. prosince 1958 jako první představení nově vzniklého Divadla Na zábradlí.
V roce 1965 měl premiéru stejnojmenný film.

## Obsazení
| Ivan Vyskočil       | herec; prof. Sprang; oficír |
| Ljuba Hermanová     | Zuzana                      |
| Jiří Sehnal         | muž s trubkou               |
| Jiří Suchý          | zpěvák                      |
| Jaromír Vomáčka     | snící hudebník              |
| Zdeněk M. Procházka | bdící hudebník              |
| Ladislav Fialka     | mim                         |
| Ludmila Kovářová    | tanečnice                   |
| Zdena Kratochvílová | tanečnice                   |
| Zdeněk Týle         | pán v černém                |

## Seznam písniček
- Bojím se metaře
- Kdyby tisíc klarinetů
- Láska to jsou jen písmena
- Nebuďte mě
- Nemá náš rytmus
- Ples nadutců v černošské čtvrti
- Potkala jsem ho, pršelo
- Pověrčivý uzenář

## Kdyby tisíc klarinetů v jiných divadlech
Pozdější nastudování hry Kdyby tisíc klarinetů jsou výrazně upravená a ovlivněna jejím filmovým zpracováním.

### Semafor
V Semaforu měla upravená verze hry režírovaná Jiřím Císlerem premiéru 15. prosince 1980. Odehrálo se 173 představení, derniéra byla 30. prosince 1985. Hráli Jiří Suchý, Evžen Jegorov, Ivan Podobský, Jiří Datel Novotný, Věra Křesadlová, Dagmar Patrasová, Zuzana Burianová a další. Při představení hrál Orchestr divadla Semafor, který řídil Ferdinand Havlík. Zazněly tyto písně:
- Babeta
- Spím
- Za tichých detonací
- V opeře
- Španěl a Ital
- Áda
- Honky tonky blues
- Tak abyste to věděla
- S náručí klarinetů

Na září 2013 je plánováno nové uvedení, kde opět staré písničky doplní několik úplně nových. Píseň Tereza, známá z filmového zpracování, bude mít v této inscenaci upravený text.

### Další divadla
- Divadlo Josefa Kajetána Tyla, Plzeň, premiéra: 19. března 1983, režie: Petr Novotný
- Studio Marta, Brno, premiéra: 27. září 2000, derniéra 3. června 2001, režie: Aleš Bergman
- Hoffmannovo divadlo, Uherské Hradiště, premiéra: 10. září 2001, derniéra 23. června 2004, režie: Karel Hoffmann
- Městské divadlo v Mostě, premiéra: 28. září 2001, derniéra: 12. června 2002, režie: Jan Klár
- Městské divadlo Brno, premiéra: 30. dubna 2005, režie: Jana Kališová
- Horácké divadlo, Jihlava, premiéra: 14. února 2009, derniéra 23. dubna 2010, režie: Milan Schejbal
- Slovácké divadlo, Uherské Hradiště, premiéra: 21. dubna 2012, režie: Igor Stránský
- Divadlo pod Palmovkou, Praha, premiéra: 19. října 2012, režie: Jan Vondráček
- Západočeské divadlo v Chebu, premiéra: 2. dubna 2022, režie Zdeněk Bartoš.[2]

V roce 1991 na téma hry a filmu improvizovali studenti hudebně dramatického oddělení Pražské konzervatoře. Absolventské představení vysílala televize v přímém přenosu.

## Knižní vydání textu hry
- sborník Začalo to Redutou, Orbis, 1964
- Encyklopedie Jiřího Suchého, svazek 8, divadlo 1951–1959, Karolinum a Pražská imaginace, Praha 2001: s. 43–90.
- text verze z roku 1980: Encyklopedie Jiřího Suchého, svazek 12, divadlo 1975–1982, Karolinum a Pražská imaginace, Praha 2003: s. 157–200.